# Hedleyita
La hedleyita és un mineral de la classe dels sulfurs. Rep el seu nom de la localitat on va ser descoberta, Hedley, a la Colúmbia Britànica.

## Característiques
La hedleyita és un sulfur de fórmula química Bi₇Te₃. Es tracta d'una de les moltes fases de bismut i tel·luri conegudes. Cristal·litza en el sistema trigonal. La seva duresa a l'escala de Mohs és 2.
Segons la classificació de Nickel-Strunz, la hedleyita pertany a «02.DC - Sulfurs metàl·lics, amb variable proporció M:S» juntament amb els següents minerals: ikunolita, ingodita, joseïta-B, kawazulita, laitakarita, nevskita, paraguanajuatita, pilsenita, skippenita, sulfotsumoïta, tel·lurantimoni, tel·lurobismutita, tetradimita, tsumoïta, baksanita, joseïta-C, protojoseïta, sztrokayita, vihorlatita i tel·luronevskita.

## Formació i jaciments
Va ser descoberta l'any 1945 a la mina Goodhope, a Hedley, a la divisió minera de Osoyoos (Colúmbia Britànica, Canadà), en un skarn polimetàl·lic, on sol trobar-se associada a altres minerals com: esfalerita, quars, molibdenita, joseïta, or, granatss, epidota, diòpsid, calcita, bismut, arsenopirita i pirrotina.